# Alglo
Alglo är en ö i Finland. Den ligger i Finska viken och i kommunen Raseborg i den ekonomiska regionen  Raseborg i landskapet Nyland, i den södra delen av landet. Ön ligger omkring 88 kilometer väster om Helsingfors.
Öns area är 18,8 hektar och dess största längd är 0,9 kilometer i öst-västlig riktning. Ön höjer sig omkring 15 meter över havsytan.